# Estação Valdebernardo
Valdebernardo é uma estação da Linha 9 do Metro de Madrid situada no Bulevar Indalecio Prieto, no distrito madrilenho de Vicálvaro. 
A estação foi aberta ao público em 1 de dezembro de 1998.